# Gopesz
Gopesz, Gopeš (maced. Гопеш) – wieś w południowej Macedonii Północnej, w pobliżu trzeciego co do wielkości miasta tego kraju – Bitoli. Osada wchodzi w skład gminy Bitola.
Według Spisu Powszechnego przeprowadzonego w 2002 roku wieś była wyludniona.